# Kesbewa
Kesbewa (syng. කැස්බැව) – miasto w Sri Lance, w prowincji Zachodnia.